# Mad Tea Party
Mad Hatter's Tea Cups ou Mad Tea Party est une célèbre attraction des parcs Disney.
C'est un manège de type tasse à café, souvent surnommé les Tasses.

## Le concept
L'idée originale revient à Alfred F. Brest qui réalise dès 1913 un jouet permettant de faire tourner par la force manuelle, un petit plateau circulaire posé au-dessus d'un boîte cachant la  manivelle et sur lequel sont placés des bancs miniatures. Les véhicules en forme de tasses sont brevetés dès 1926 par James B. Mahoney. Le principe des manèges rotatifs en forme de tasses est conçu à la fin des années 1930 par James W. Estes qui dépose un brevet en juillet 1940. Mais son attraction ne possède qu'un seul plateau rotatif et ne peut pas accueillir beaucoup de passagers.
WED Enterprises reprend le concept mais ajoute plusieurs plateaux au sein d'un plateau principal, système qu'elle brevette dès 1956.
Ce manège présente donc des tasses tournant sur elles-mêmes par la force de ses passagers et posées sur un plateau principal en rotation dextre dans lequel trois autres plateaux secondaires tournent en sens contraire.

Elle fait partie des quelques attractions présentes à l'ouverture de Disneyland en 1955. Elle a été ensuite déclinée sous plusieurs versions dans les autres parcs Disney.
Le thème de l'attraction provient de l'une des séquences du film Alice au pays des merveilles produit par les studios Disney et sorti en 1951: la cérémonie de non-anniversaire donnée par le Chapelier fou et le Lièvre de Mars.
L'attraction a aussi été déclinée sur le thème de 
- la Petite Sirène à Tokyo DisneySea sous le nom de The Whirlpool
- Winnie l'Ourson à Shanghai Disneyland sous le nom Hunny Pot Spin

## Les attractions

### Disneyland

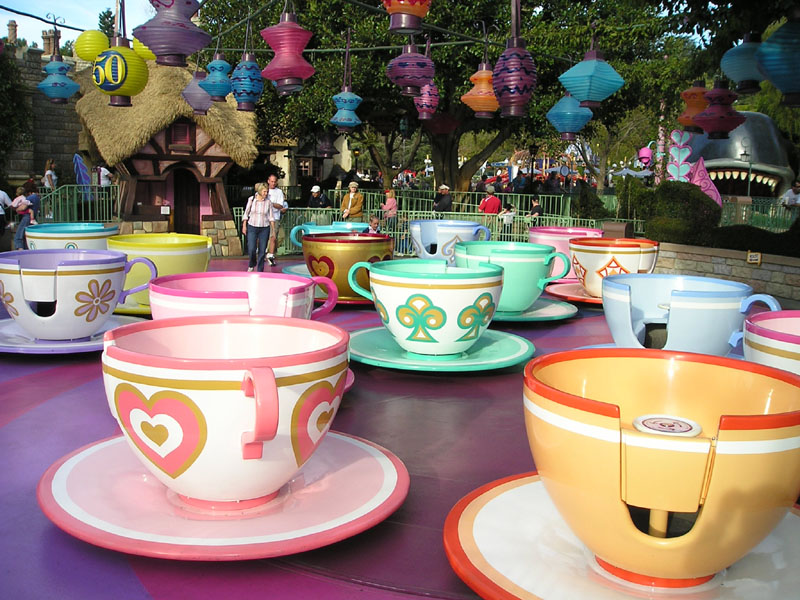
Les célèbres tasses à café de Disneyland

Au départ en 1955, l'attraction est située juste derrière l'actuel King Arthur Carrousel. En 1983, elle est déplacée et reconstruite plus loin  lors de la rénovation de Fantasyland. Elle est dorénavant située sur le chemin de It's a Small World au pied du Matterhorn Bobsleds. Elle se trouve donc face à l'attraction basée sur le même thème, Alice in Wonderland. L'attraction se présente sous la forme assez simple d'un plateau principal supportant trois plateaux de six tasses aux couleurs pastel. La proximité d'arbres assez âgés a permis d'installer des guirlandes de lampions lumineux au-dessus des tasses. Une petite hutte au toit de chaume inspirée de la maison du chapelier fou (avec ses cheminées allongées et tordues) est située au bord du manège. Ce décor donne l'impression d'entrer dans la séquence du film.
 Cette attraction a ouvert avec le parc Disneyland, c'est une attraction du Disneyland d'origine
- Nom : Mad Tea Party
- Ouverture : 17 juillet 1955 (avec le parc)[6],[7]
- Réouverture : 23 mai 1983
- Emplacement d'origine : derrière l'actuel King Arthur Carrousel
- Conception : WED Enterprises, Arrow Dynamics[8]
- Ticket requis : C
- Type d'attraction: Manège de tasses tournantes
- Situation : 33° 48′ 49″ N, 117° 55′ 06″ O

### Magic Kingdom
L'attraction, similaire par son nom et sa situation, présente les différences suivantes :
Elle est couverte d'un auvent similaire à celui du Cinderella's Golden Carrousel en forme de chapiteau.
De plus le plateau principal possède en son centre une théière géante de couleur jaune (posée sur un support octogonal) dont le couvercle se soulève de temps en temps à cause d'un muscardin.
En bordure de l'attraction, la hutte présente à Disneyland a été remplacée par un parterre étagé avec des topiaires représentant les personnages de la séquence évoquée par l'attraction. Des tasses et des théières complètent le décor et rappellent par leurs couleurs celles du manège.
- Nom : Mad Tea Party
- Ouverture : 1er octobre 1971 (avec le parc)[6]
- Conception : WED Enterprises
- Nombre de tasses : 18
- Durée : 1 min 30 s
- Type d'attraction : Manège de tasses tournantes
- Situation : 28° 25′ 12″ N, 81° 34′ 47″ O

### Tokyo Disneyland

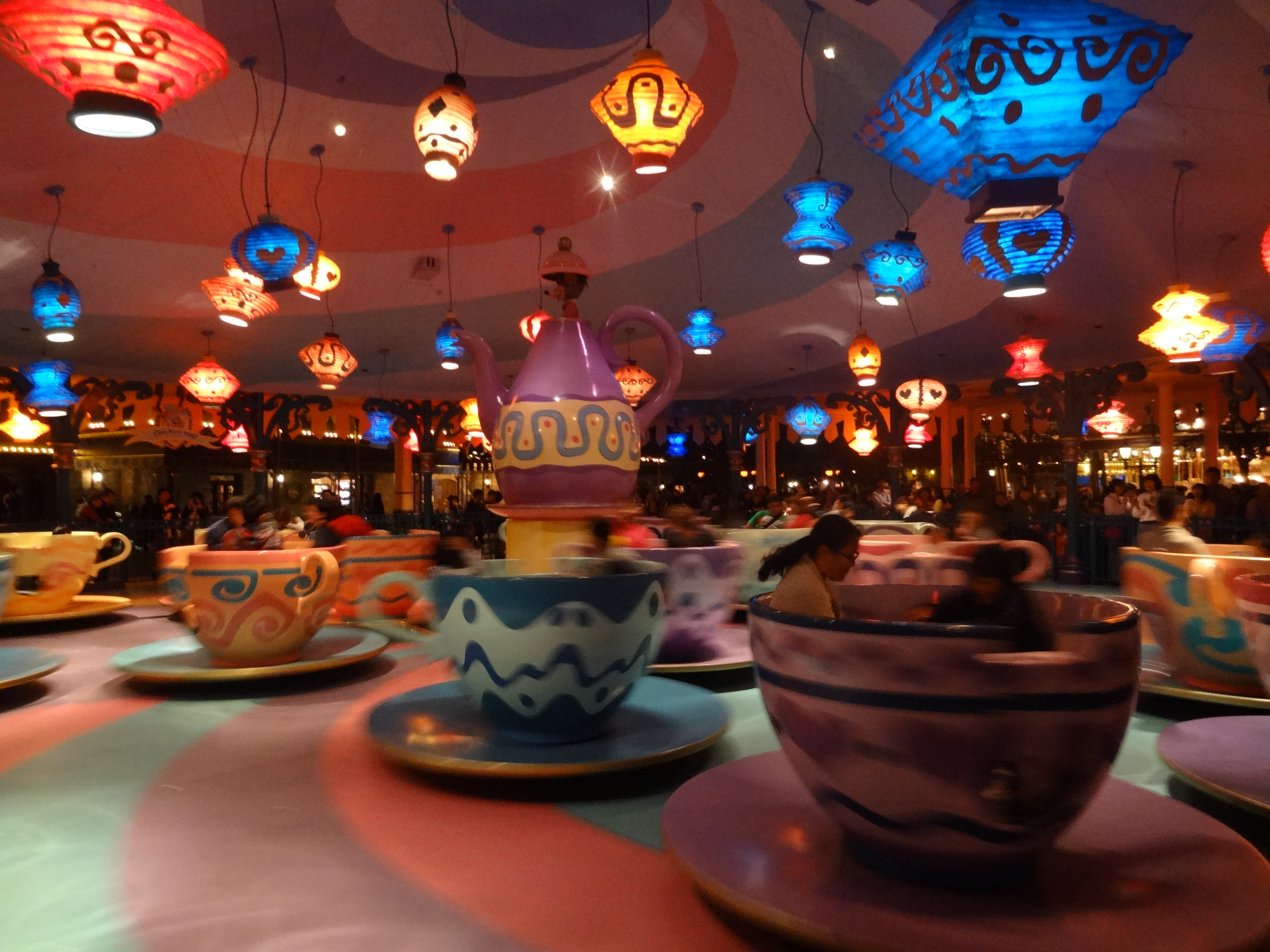
Alice's Tea Party

Cette version, nommée Alice's Tea Party, est une copie de celle du Magic Kingdom, mais ici la théière centrale est violette. L'attraction est située juste à côté du Cinderella's Golden Carrousel. Le thème d'Alice a été prolongé en 1998 grâce au restaurant Queen of Hearts Banquet Hall. La façade du restaurant reprend les formes du château de la reine de cœur tandis que sa toiture évoque un labyrinthe végétal de haies de thuyas rappelant l'attraction Alice's Curious Labyrinth du parc Disneyland français.
- Nom : Alice's Tea Party
- Ouverture : 8 mars 1986[10]
  - réouverture : 1998
- Conception : WED Enterprises
- Nombre de tasses : 18
- Durée : 1 min 30 s
- Type d'attraction : Manège de tasses tournantes
- Situation : 35° 37′ 52″ N, 139° 52′ 51″ E

### Parc Disneyland
À cause du climat, l'attraction est protégée par un auvent en verre qui évoque les œuvres de Baltard, confirmant ainsi l'important souci du détail apporté lors de la conception du parc.
- Nom : Mad Hatter's Tea Cups[6]
- Ouverture : 12 avril 1992 (avec le parc)[6]
- Conception : Walt Disney Imagineering, Zamperla
- Nombre de tasses : 18
- Durée du tour : 1 minute 30 secondes
- Type d'attraction : Manège de tasses tournantes
- Situation : 48° 52′ 28″ N, 2° 46′ 31″ E
- Type de lampes utilisées pour le toit : LED

Cette version reprend des éléments des versions de Disneyland, du Magic Kingdom et rajoute d'autres créations originales:
- l'attraction est couverte mais le verre permet de ne pas se sentir enfermé,
- une maisonnette, celle du chapelier fou, est située juste à côté et accueille une boutique,
- aucune théière n'est présente sur le plateau principal,
- une théière est toutefois située à côté de la maisonnette,
- le thème se prolonge avec l'attraction Alice's Curious Labyrinth, version végétale du parcours scénique Alice in Wonderland de Disneyland.

### Hong Kong Disneyland

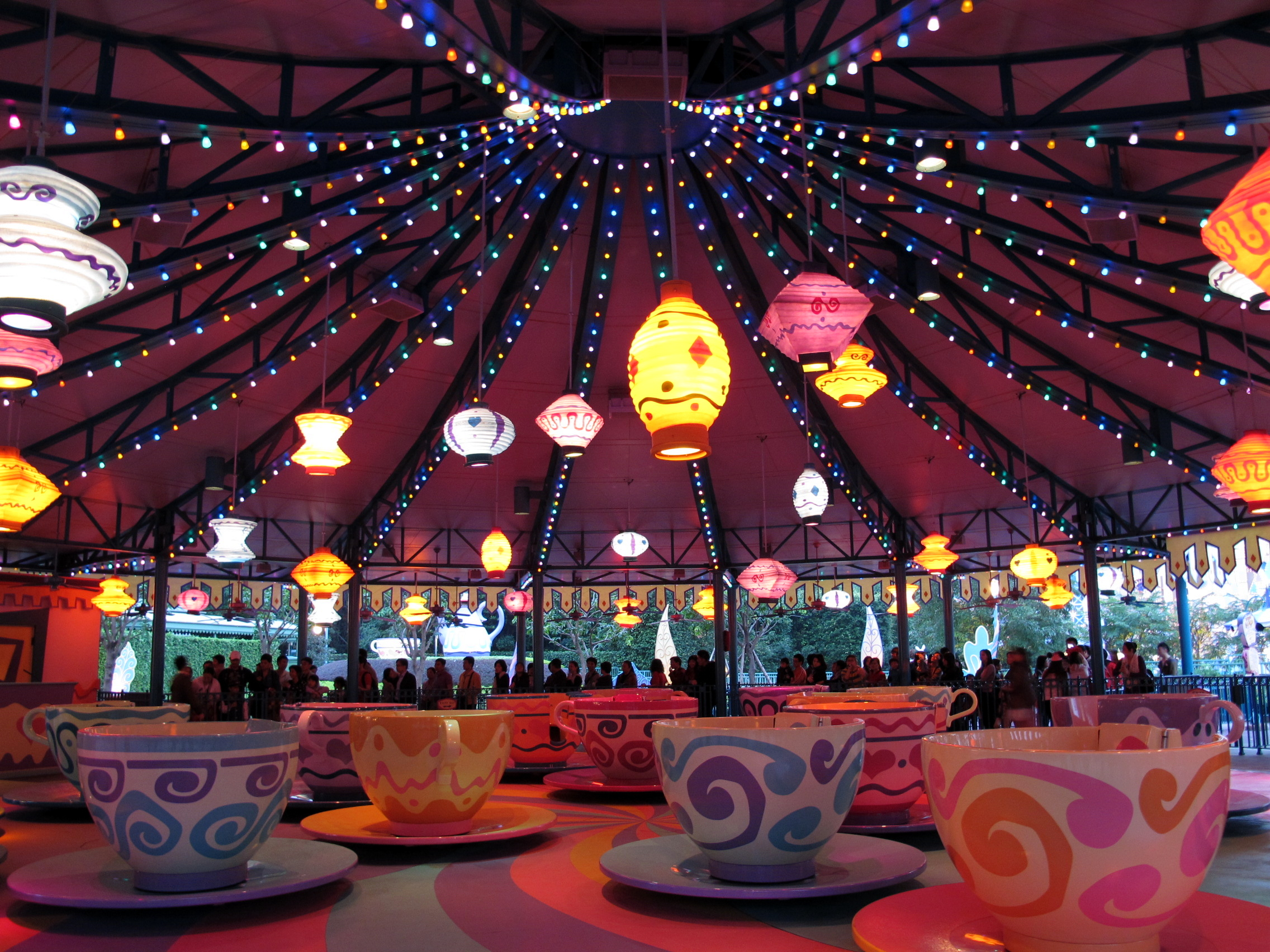
Mad Hatter Tea Cups en 2012.

L'attraction est un croisement entre la version de Disneyland et de celle du Magic Kingdom. Elle est couverte par un auvent de type chapiteau mais ne possède pas de théière centrale. Deux éléments sont toutefois uniques: des tasses ont été disposées au-dessus des piliers de l'auvent et une théière surmonte la pointe du chapiteau.
- Nom : Mad Hatter Tea Cups
- Ouverture: 12 septembre 2005 (avec le parc)
- Conception: Walt Disney Imagineering
- Type d'attraction: Manège de tasses tournantes
- Situation : 22° 18′ 48″ N, 114° 02′ 24″ E

### Shanghai Disneyland

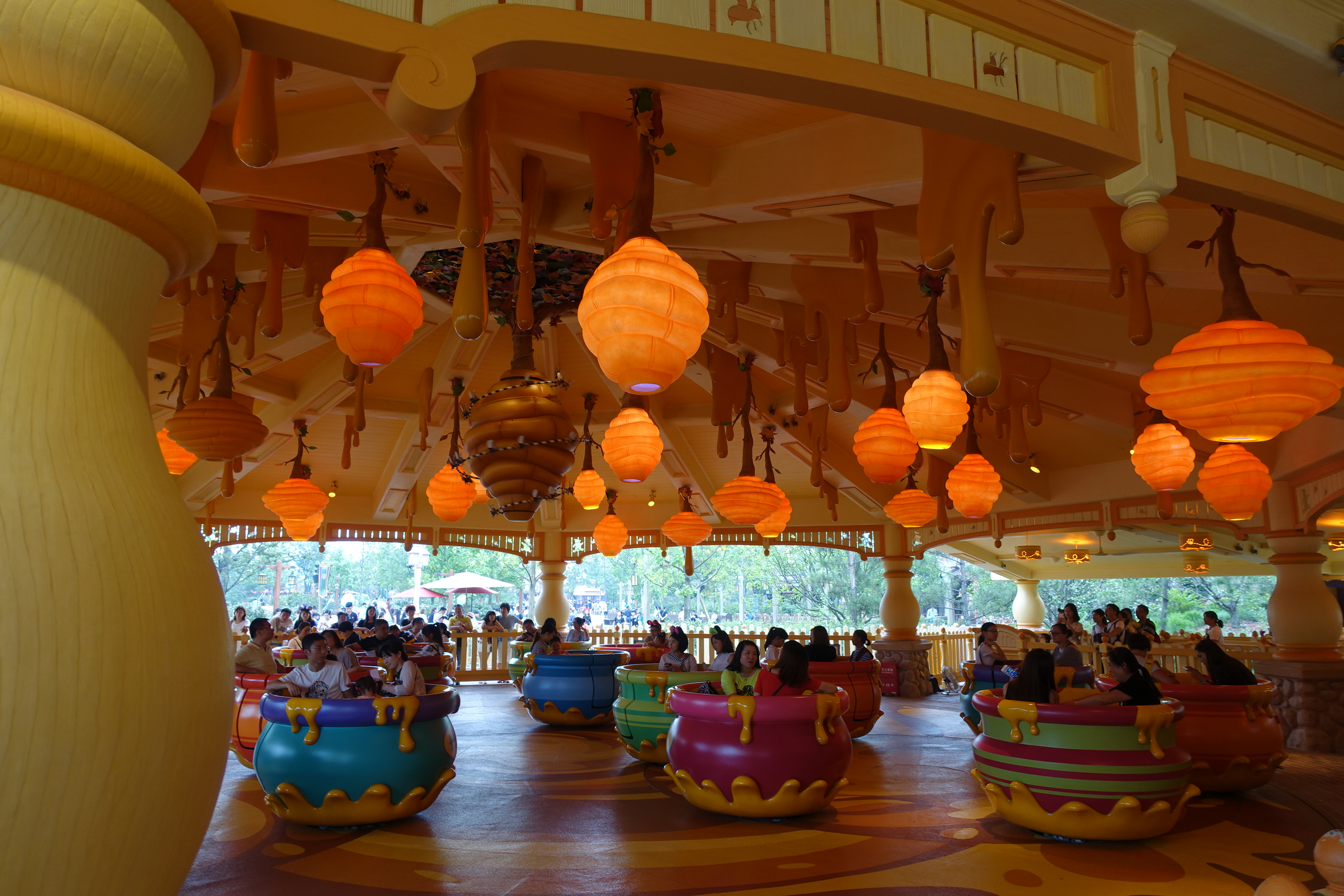
L'attraction Hunny Pot Spin

L'attraction Hunny Pot Spin est une variante basée sur l'univers de Winnie l'Ourson avec des pots de miel en lieu et place des tasses. L'attraction est située devant l'entrée du parcours scénique Many Adventures of Winnie the Pooh basé sur le même univers.
- Nom : Hunny Pot Spin
- Ouverture : 16 juin 2016 (avec le parc)
- Conception : Walt Disney Imagineering
- Type d'attraction: Manège de pots tournants
- Situation : 31° 08′ 51″ N, 121° 39′ 16″ E